# Cyperus sphaerocephalus
Cyperus sphaerocephalus är en halvgräsart som beskrevs av Vahl. Cyperus sphaerocephalus ingår i släktet papyrusar, och familjen halvgräs. Inga underarter finns listade i Catalogue of Life.